# جاستن ليديت
جاستن واين ليديت (بالإنجليزية: Justin Wayne Ledet؛ مواليد 28 سبتمبر 1988) هو مُقاتل فنون قتالية مختلطة أمريكي.

## وصلات خارجية
لم يتم العثور على روابط لمواقع التواصل الاجتماعي.

- جاستن ليديت على موقع يو إف سي (الإنجليزية)
- جاستن ليديت على موقع شيردوغ (الإنجليزية)
- جاستن ليديت على موقع Tapology.com (الإنجليزية)
- جاستن ليديت على موقع IMDb (الإنجليزية)